# Amor eterno
Pour plus de détails, voir Fiche technique et Distribution.
Amor eterno est un film espagnol réalisé par Marçal Forés, sorti en 2014.

## Synopsis
Alors qu'il pratique le cruising en forêt, un professeur rencontre l'un de ses élèves et noue une relation avec lui.

## Fiche technique
- Titre : Amor eterno
- Réalisation : Marçal Forés
- Scénario : Marçal Forés et Vicente de la Torre
- Musique : Don The Tiger
- Photographie : Elías M. Félix et Nahuel G. Rebollar
- Montage :
- Production : Alba Barneda
- Société de production : littlesecretfilm, Calle 13 Universal, Canada et Moonlight Digital Lab
- Pays :  Espagne
- Genre : Drame, romance
- Durée : 69 minutes
- Dates de sortie : 
  - Espagne : 4 octobre 2014 (Festival international du film fantastique de Catalogne)
  - France : 7 juillet 2015 (DVD)

## Distribution
- Joan Bentallé : Carlos
- Aimar Vega : Toni
- Sonny Smith : Adam

## Distinctions
Le film a été présenté dans plusieurs festivals :
- Festival international du film fantastique de Catalogne 2014 : sélection officielle, en lice pour l'Emergents Award
- Festival international du cinéma indépendant de Buenos Aires 2015 : sélection officielle en compétition dans la section Avant-garde et films de genre
- Queer Lisboa 2016 : meilleur film